# Body Heat (álbum de Quincy Jones)
Body Heat es un álbum de estudio del músico estadounidense Quincy Jones. Fue publicado el 26 de abril de 1974 a través del sello A&M Records.

## Composición
Body Heat es predominantemente un álbum de soul y pop. El álbum contó con la participación especial de algunos iconos del jazz, como Hubert Laws, Frank Rosolino, y Herbie Hancock. El cantautor Al Jarreau contribuye silenciosamente con algunos sonidos vocales en la introducción de «Soul Saga (Song of the Buffalo Soldier)», y es más audible en «If I Ever Lose This Heaven», que presenta voces principales de Leon Ware y Minnie Riperton.
Body Heat fue coproducido y mezclado por el propio Quincy Jones. El álbum contiene nueve canciones. Cuatro de las canciones del álbum fueron coescritas por Jones. El álbum incluye el estándar «Everything Must Change», escrito y cantado por Benard Ighner. «Soul Saga» alude a los Soldados Búfalo, regimientos de caballería afroestadounidense del ejército de los Estados Unidos que sirvieron en el oeste de los Estados Unidos de 1867 a 1896.

## Recepción de la crítica
Un escritor no especificado de Record World le otorgó el certificado de “Hit of the Week”, y lo describió como “un lanzamiento innovador de este maestro musical”. Un escritor no especificado de la revista Cash Box comentó: “Quincy Jones ha conquistado prácticamente todas las fronteras musicales que existen. Ha sido un intérprete extraordinario, arreglista, productor, compositor y compositor de bandas sonoras y en este, su último LP, pone en juego una variedad de estos talentos para crear una serie de texturas y estados de ánimo maravillosos que llenan una eternidad emocional dentro de un latido musical”. Un escritor no especificado de Billboard escribió: “Otro conjunto excepcional de este maestro del jazz pop y la musicalidad, producción y arreglos del soul. Reuniendo a los mejores músicos de sesión y coristas posibles, Jones ha creado lo que bien podría ser su esfuerzo más comercial sin ninguna pérdida de calidad”.

## Rendimiento comercial
Body Heat debutó en la lista de álbumes de soul de la revista Billboard en el número 40 en la semana del 8 de junio de 1974. Después de 5 semanas, Body Heat alcanzó la posición número 1, convirtiéndose en su primer álbum en alcanzar la máxima posición en la lista.

## Galardones
| Año  | Premio         | Categoría                                              | Destinatario       | Resultado | Ref.   |
| ---- | -------------- | ------------------------------------------------------ | ------------------ | --------- | ------ |
| 1974 | Premios Grammy | Mejor Composición Instrumental                         | «Along Came Betty» | Nominado  | [ 16 ] |
| 1974 | Premios Grammy | Mejor Interpretación Instrumental Pop                  | «Along Came Betty» | Nominado  | [ 16 ] |
| 1974 | Premios Grammy | Mejor Interpretación Vocal Pop de un Dúo, Grupo o Coro | Body Heat          | Nominado  | [ 16 ] |

## Lista de canciones
| Lado uno |                                           |                                                        |          |  |
| N.º      | Título                                    | Escritor(es)                                           | Duración |  |
| 1.       | «Body Heat»                               | Quincy Jones Leon Ware Bruce Fisher Stanley Richardson | 4:18     |  |
| 2.       | «Soul Saga (Song of the Buffalo Soldier)» | Ray Brown Jones Tom Bahler Joseph Greene               | 4:54     |  |
| 3.       | «Everything Must Change»                  | Benard Ighner                                          | 5:57     |  |
| 4.       | «Boogie Joe, the Grinder»                 | Jones Dave Grusin Bahler                               | 3:06     |  |
| 5.       | «Everything Must Change (Reprise)»        | Ighner                                                 | 0:59     |  |

| Lado dos |                              |                 |          |  |
| N.º      | Título                       | Escritor(es)    | Duración |  |
| 1.       | «One Track Mind»             | Jones Ware      | 6:10     |  |
| 2.       | «Just a Man»                 | Valdy           | 3:30     |  |
| 3.       | «Along Came Betty»           | Benny Golson    | 4:45     |  |
| 4.       | «If I Ever Lose This Heaven» | Ware Pam Sawyer | 4:50     |  |

## Posicionamiento

### Gráfica semanal
| Gráfica (1974)                       | Pico de posición |
| ------------------------------------ | ---------------- |
| Estados Unidos (Billboard Soul LP's) | 1                |
| Estados Unidos (Billboard Jazz LP's) | 1                |

### Gráfica de fin de año
| Gráfica (1974)                       | Pico de posición |
| ------------------------------------ | ---------------- |
| Estados Unidos (Billboard Soul LP's) | 23               |
| Estados Unidos (Billboard Jazz LP's) | 14               |

## Certificaciones y ventas
| País                                                     | Certificación | Ventas   |
| -------------------------------------------------------- | ------------- | -------- |
| Estados Unidos (RIAA)                                    | Oro           | 500 000* |
| *cifras de ventas basadas únicamente en la certificación |               |          |